# 제4회 세자르상
제4회 세자르상의 시상식에 관한 내용이다. 1978년 최고의 프랑스 영화에 수여되는 시상식이다. 이 행사는 찰스 바넬이 의장을 맡았고 피에르 체르니아와 장클로드 브리알리가 사회를 맡았다. 아더 피플스 머니가 최우수 작품상을 수상했다.

## 수상 및 후보

### 작품상
- 아더 피플스 머니(Argent des autres, L', 1978) - 크리스티앙 드 샬롱쥐 수상

### 감독상
- 크리스티앙 드 샬롱쥐 - 아더 피플스 머니

### 남우주연상
- 미셸 세로 - 새장 속의 광대

### 여우주연상
- 로미 슈나이더 - 어떤 이혼녀

## 같이 보기
- 제51회 아카데미상
- 제32회 영국 아카데미 영화상